# Eunice hispanica
Eunice hispanica är en ringmaskart som först beskrevs av Savigny in Lamarck 1818.  Eunice hispanica ingår i släktet Eunice och familjen Eunicidae. Inga underarter finns listade i Catalogue of Life.